# Vers l'abîme (film, 1934)
Pour les articles homonymes, voir Vers l'abîme (film).
Pour plus de détails, voir Fiche technique et Distribution.
Vers l'abîme est un film franco-allemand réalisé par Hans Steinhoff et Serge Veber, sorti en 1934. Le film est une adaptation du roman d'Harald Bratt.

## Synopsis
Parmi les invités à une réception organisée par une ambassade se trouve un maître chanteur qui propose à l'attaché militaire, le capitaine Rist, de lui racheter des plans de guerre secrets, qu'il lui avait précédemment dérobés. Comme Rist ne sait pas exactement ce que sont ces plans, il accepte de rencontrer le maître chanteur au Silvia Bar. Il comprend rapidement que les documents proposés sont les plans qu'il a lui-même conçus à des fins d'entraînement et qu'ils n'ont aucune valeurs stratégiques. Il se rend vite compte que si ces documents venaient à tomber entre les mains de la presse, ils pourraient causer des dégâts considérables et compromettre sérieusement les bonnes relations des pays concernés. Il ne voit donc que la possibilité d'accepter l'offre d'achat du maître chanteur.
Comme le capitaine Rist ne dispose pas du prix d'achat requis de 6 000 dollars, il accepte de déclarer la somme comme une dette de jeu, qui doit être payée dans les 24 heures. Mais à la surprise générale, la police fait son apparition dans le bar et arrête le maître chanteur, qui parvient tout de même à glisser le billet à ordre rempli à la propriétaire du bar, Silvia. Celle-ci, sentant la possibilité d'obtenir une belle somme d'argent, se rend à l'ambassade le lendemain pour réclamer le montant dû. Rist demande une prolongation du délai de paiement, mais la barmaid veut l'argent immédiatement. Ce n'est qu'à ce moment que Rist réalise que Silvia a fait une erreur, car elle croit avoir affaire à l'attaché commercial Raak, dont le chéquier se trouve également sur le bureau. Ne voyant pas d'autre issue, Rist lui fait un chèque du montant demandé. Il imite la signature de Raak et remet le chèque à Silvia, qui quitte alors les lieux.
Comme le débit de la grosse somme signifie que le compte de Raak n'est plus couvert, celui-ci se rend compte de la fraude. Lorsque l'ambassadeur découvre l'incident, il exige que Raak accepte le montant demandé sur le chèque afin que l'ambassade et son personnel ne soient pas montrés sous un mauvais jour. Raak demande alors, son honneur étant bafoué, à être licencié de la fonction publique. L'ambassadeur, qui examine maintenant pleinement la situation et comprend qu'il doit y avoir un criminel dans ses propres rangs, convoque tous les officiers et leur explique qu'il attend du criminel en question qu'il se juge lui-même. Le capitaine Rist, coupable seulement dans la mesure où il a négligemment enregistré des plans de guerre à des fins d'entraînement et ne les a pas conservés avec suffisamment de soin, prend toute la responsabilité et ne voit qu'une seule issue : il met fin à ses jours en conduisant sa voiture dans un long virage ; il quitte délibérément la chaussée et tombe dans la mer, où il se noie.
Il libère également la voie pour Raak, qui envisage un avenir avec la fille de l'ambassadeur.

## Fiche technique
- Titre français : Vers l'abîme
- Titre allemand : Die Insel
- Réalisation : Hans Steinhoff et Serge Veber
- Scénario : Emil Burr et Harald Bratt d'après son roman
- Photographie : Konstantin Irmen-Tschet
- Montage : Willy Zeyn
- Musique : Miguel Cortez
- Production : Raoul Ploquin
- Sociétés de coproduction : Universum Film (UFA) et L'Alliance Cinématographique Européenne (ACE)
- Pays d'origine :  France /  Reich allemand
- Langue du tournage : français
- Format : Noir et blanc  - Son mono - 1,37:1
- Dates de sortie : 
  - Allemagne : 30 août 1934

## Distribution
- Raymond Rouleau : Rist
- Brigitte Helm : Karine
- Françoise Rosay : Sylvia
- Henry Roussel : l'ambassadeur
- Roger Duchesne : Roll
- Pierre Piérade : Kraver
- Pierre Magnier : Squeelen
- William Aguet : Hellen
- Robert Vattier : Barrick
- Andrews Engelmann : l'inconnu
- Henri Bosc : le ministre
- Henri Beaulieu : le délégué commercial
- Thomy Bourdelle : le commissaire
- Georges Vitray : le directeur de banque
- Lucien Dayle : l'usurier
- Gaston Mauger : Le gros monsieur
- Edy Debray : Le secrétaire

## Article annexe
- Liste de longs métrages allemands créés sous le Troisième Reich